# Konzulat Republike Slovenije v Kuala Lumpurju
Konzulat Republike Slovenije v Kuala Lumpuru je diplomatsko-konzularno predstavništvo (konzulat) Republike Slovenije s sedežem v Kuala Lumpuru (Malezija).
Trenutni častni konzul je Dato Mohamed Sulaiman.